# 3085 Donna
A 3085 Donna (ideiglenes jelöléssel 1980 DA) a Naprendszer kisbolygóövében található aszteroida. Harvard Obszervatórium fedezte fel 1980. február 18-án.